# Alibiek Akbajew
Alibiek Akbajew (ros. Алибек Акбаев; ur. 22 sierpnia 1989) – rosyjski zapaśnik startujący w stylu wolnym. Piąty w Pucharze Świata w 2017. Trzeci w mistrzostwach Rosji w 2016 roku.